# La scuola de' gelosi
La scuola de' gelosi è un dramma giocoso in due atti del compositore Antonio Salieri su libretto di Caterino Mazzolà.
Fu rappresentata per la prima volta il 28 dicembre 1778 al Teatro San Moisè di Venezia. In seguito, dopo che il testo venne revisionato da Lorenzo Da Ponte, l'opera andò in scena in una seconda versione il 22 aprile 1783 al Burgtheater di Vienna.
La scuola de' gelosi era durante la vita di Salieri una delle sue opere comiche più amate. Tant'è che venne mantenuta regolarmente in repertorio nei maggiori teatri europei dimostrabilmente fino al 1809. Il lavoro, grazie alla sua focosa giocosità e all'affascinante spirito della trama, risulta essere una delle opere comiche più piacevoli di quegli anni. Le numerose copie della partitura e del testo del libretto che sono state rinvenute nelle biblioteche di tutta Europa sono la chiara prova dell'elevata qualità dei vari pezzi che compongono questo dramma giocoso, il quale accanto all'originale versione in lingua italiana ne ebbe anche una tradotta in tedesco. Ulteriori brani dell'opera sono stati rinvenuti in Russia, Polonia e Spagna. Per la serie di rappresentazioni dell'opera al castello Eszterháza nella stagione 1780/81 Joseph Haydn scrisse l'aria Dice benissimo chi si marita (Hob. XXIVb: 5) per il ruolo di Lumaca (basso).
Tra gli innumerevoli ammiratori del lavoro teatrale di Salieri vi stava il celebre Johann Wolfgang von Goethe, il quale in una lettera del 28 agosto 1784 a Charlotte von Stein entusiasta scrisse:
(Johann Wolfgang von Goethe)
Appariscenti sono ne La scuola i molti pezzi d'assieme e i pochi brani ariosi, i quali furono impiegati da Salieri per opporsi al tipico ordine schematico delle varie parti dell'opera.
Nel 1785 un anonimo combinò parti dell'ouverture de La scuola de' gelosi con l'ouverture dell'intermezzo La partenza inaspettata (1779), sempre di Salieri, componendone una sinfonia in tre movimenti in re maggiore. Questo lavoro oggi è rappresentato con una relativa frequenza sotto il nome di La Veneziana.
In tempi moderni La Scuola de' gelosi è stata presentata in forma scenica nel 2017 dal Theater an der Wien.

## Trama
La trama dell'opera tratta di intrighi amorosi, tentativi di seduzione e provocazioni di gelosia tra i personaggi di tre diverse classi sociali: l'aristocrazia, la borghesia e la classe operaia. Il ruolo del Tenente è parallelamente simile a quello tenuto da Don Alfonso del dramma giocoso mozartiano Così fan tutte.